# 仲木貞一
仲木 貞一（なかぎ ていいち、1886年9月11日 - 1954年4月28日）は、日本の劇作家、編集者である。

## 人物・来歴
1886年（明治19年）9月11日、仲木之稙の子として、石川県に生まれる。山口県に転じ、旧制・山口県立徳山中学校（現在の山口県立徳山高等学校）を卒業後、上京し、早稲田大学英文科を卒業する。
1910年（明治43年）、24歳のころ、新聞『萬朝報』の懸賞戯曲に応募し、『世の終り』が1等当選した。読売新聞社に入社、同新聞の記者をつとめる傍ら、秋田雨雀らと『劇と詩』を創刊している。その後、芸術座に入るが、1919年（大正8年）には同劇団は島村抱月と松井須磨子の死により解散した。のちに新国劇に参加し、座付作家として『飛行曲』、女優・伊沢蘭奢の当たり役『マダムX』などの戯曲を発表、劇場運営にも関わった。さらに、化粧品メーカーの伊東胡蝶園が設立した出版社「玄文社」（1916年 - 1923年）に入社、雑誌や書籍を編集した。
1920年（大正9年）6月に開所した松竹蒲田撮影所に33歳のときに入所、翌1921年（大正10年）、田村宇一郎監督の『悪夢』で映画脚本家としてデビューしている。1923年（大正12年）、日本大学美術科（現在の日本大学芸術学部）講師となり、演劇論・映画論を講義し、文部省社会教育調査委員をつとめた。
1927年（昭和2年）、40歳のころ、東京市芝区芝（現在の東京都港区芝）にあった日本放送協会東京中央放送局に入り、社会教育課長に就任した。
1939年にキリスト来日説をもとに戸来村に取材した映画「日本におけるキリストの遺跡を探る」を制作。出所の怪しいこの説を広める結果となる。
1942年（昭和17年）、ゼ・チャーチワード（ジェームズ・チャーチワード）の著書の翻訳『南洋諸島の古代文化』（岡倉書房）を上梓、ムー大陸説をほぼリアルタイムで日本に紹介している。
1952年、犬塚惟重（会長）、三浦関造（副会長）、下中弥三郎（名誉会長）、山根キクら偽史関係者が集う日猶懇話会を発足。
1954年（昭和29年）4月28日、死去した。満67歳没。長男の仲木繁夫は、大映で映画監督になり、その後、東宝（東京映画）で、雪村いずみ主演『あんみつ姫 甘辛城の巻』（1954年）やテレビ映画『怪奇大作戦』の監督として知られる。

## ビブリオグラフィ
- 世界名著物語 第5編『ハーデイ物語』、実業之日本社、1914年
- 現代文芸叢書第42編『曉　戯曲』、春陽堂、1914年
- 新知識叢書 第5編『飛行機の進歩』、実業之世界社、1915年
- 秋田雨雀共著『須磨子の一生』、日本評論社出版部、1919年
- ゴールスワージー『社会劇全集上下巻』、天佑社、1919年 - 翻訳
- マクシム・ゴーリキー ゴオルキイ全集 第5巻『浮浪人』、日本評論社出版部、1922年 - 翻訳
- マクシム・ゴーリキーゴオルキイ全集 第8巻『同志の者』、日本評論社出版部、1923年 - 翻訳
- 『映画脚本の作り方』、弘文社、1925年
- 世界童話叢書 第10編『アメリカ童話集』、金蘭社、1927年
- 民衆文庫 第4篇『公共劇の理論と実際』、社会教育協会、1927年
- 小学生全集 77『教育映画物語』、興文社、1928年
- 雄文閣芸術叢書 第1輯（戯曲篇）『マダムX』、雄文閣、1932年
- 雄文閣芸術叢書  第2輯（戯曲篇）『飛行曲』、雄文閣、1932年
- 雄文閣芸術叢書  第3輯（戯曲篇）『蝕める恋』、雄文閣、1932年
- 吉田正良共著『最新トーキーの製作と映写の実際』、誠光堂、1935年
- 吉田正良共著『発声映画脚本の作り方』、弘文社、1935年
- 社会教育パンフレット第211輯『映画と観客心理』、社会教育協会、1935年
- 『支那を毒するユダヤ系英国人』、東京朝野新聞出版部、1937年
- 『北支に躍るスパイ戦』、東京朝野新聞出版部、1937年
- 『恋の銀翼』、東京朝野新聞出版部、1937年
- 『桜散る夜』、東京朝野新聞出版部、1937年
- 『蒙古に跳る我義勇軍』、東京朝野新聞出版部、1937年
- 『キリストは日本人なり?』、銀座書房、1939年
- 『キリストは何故日本に来たか?』、東亜文化協会、1940年
- ゼ・チャーチワード『南洋諸島の古代文化』、岡倉書房、1942年 - 翻訳
- 『東湖と反射炉』、錦城出版社、1942年
- 『日蓮』、新生閣、1943年
- 『林子平』、弘学社、1944年
- 伝記叢書 318 秋田雨雀共著『恋の哀史 須磨子の一生』、大空社、1999年3月 ISBN 4756808832

## フィルモグラフィ
- 『悪夢』 監督田村宇一郎、松竹蒲田撮影所、1921年7月15日 - 脚本
- 『午前二時半』 監督細山喜代松、富士発声、1933年1月26日 - 原作・脚本

## 註
1. 1 2 3 4 5 6 7 8  『石川県大百科事典』（北国新聞社、1993年8月 ISBN 4833008084）の仲木の項の記述を参照。
2. 1 2 3 4 5 6  コトバンクサイト内の記事「仲木貞一」の記述を参照。
3. ↑  映画「日本におけるキリストの遺跡を探る」『キリストは何故日本に来たか? : その遺跡を探る』仲木貞一 著 (東亜文化協会, 1940)
4. ↑  『日本の偽書』藤原明、文春新書、2004/05, p65
5. ↑  吉永進一「近代日本における神智学思想の歴史(<特集>スピリチュアリティ)」、『日本宗教学会宗教研究』第84巻第2号、日本宗教学会、2010年9月30日、 pp. 388-389.